# I've Been to the Mountaintop

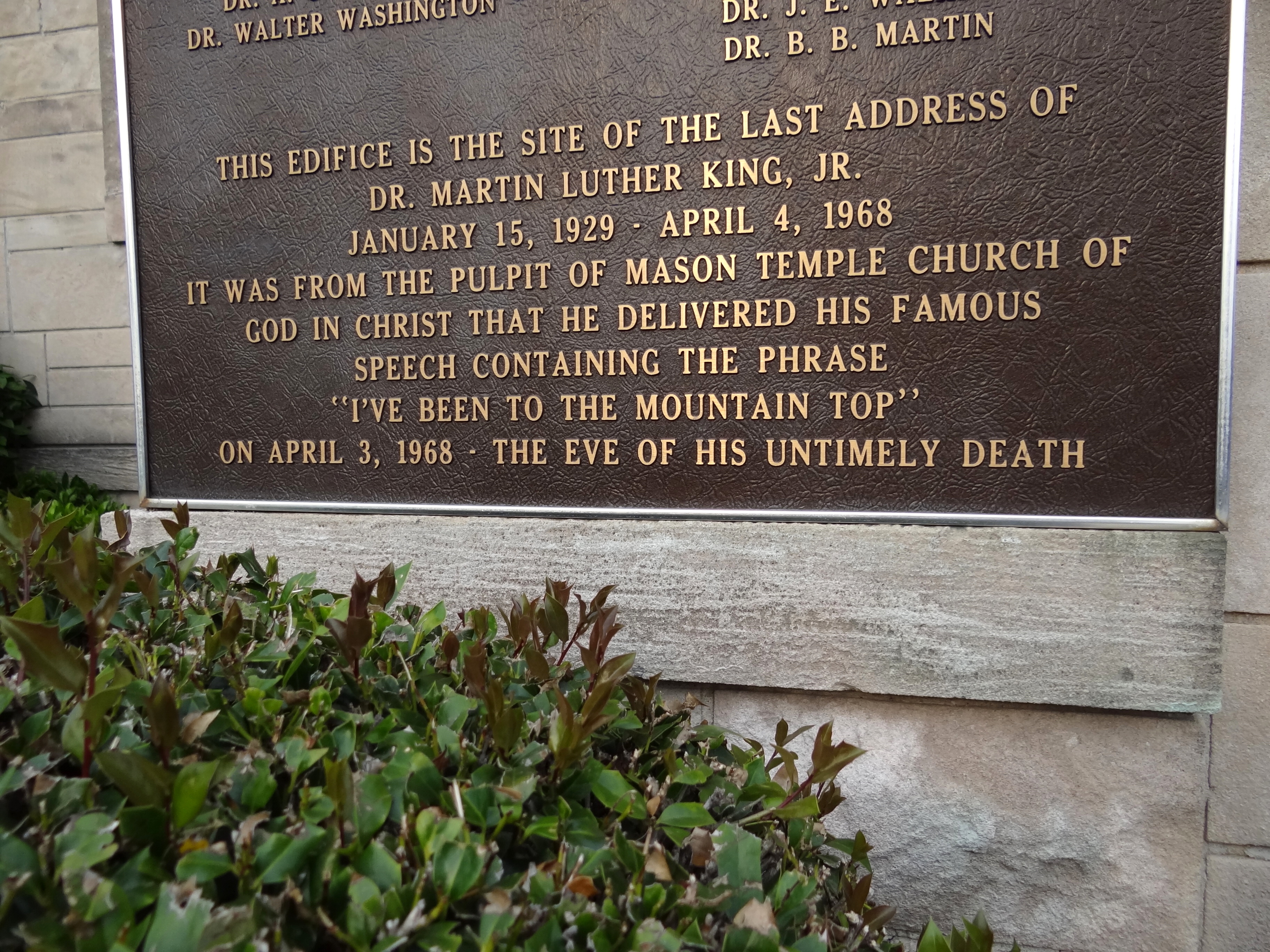
テネシー州メンフィスのメイソン・テンプルでのスピーチの場所の外にある銘板

「I've Been to the Mountaintop」（アイヴ・ビーン・トゥー・ザ・マウンテントップ、日本語に翻訳すると「私は山頂に行った」の意味）とは、1968年4月3日に、マーティン・ルーサー・キング・ジュニアが生前最後におこなった英語の演説である。

## 概要
1968年4月3日に、キングはテネシー州メンフィスにあるメイソン・テンプルでストライキ中のゴミ収集作業員を支援して演説した。